# Leopold van Bourbon-Beide Siciliën

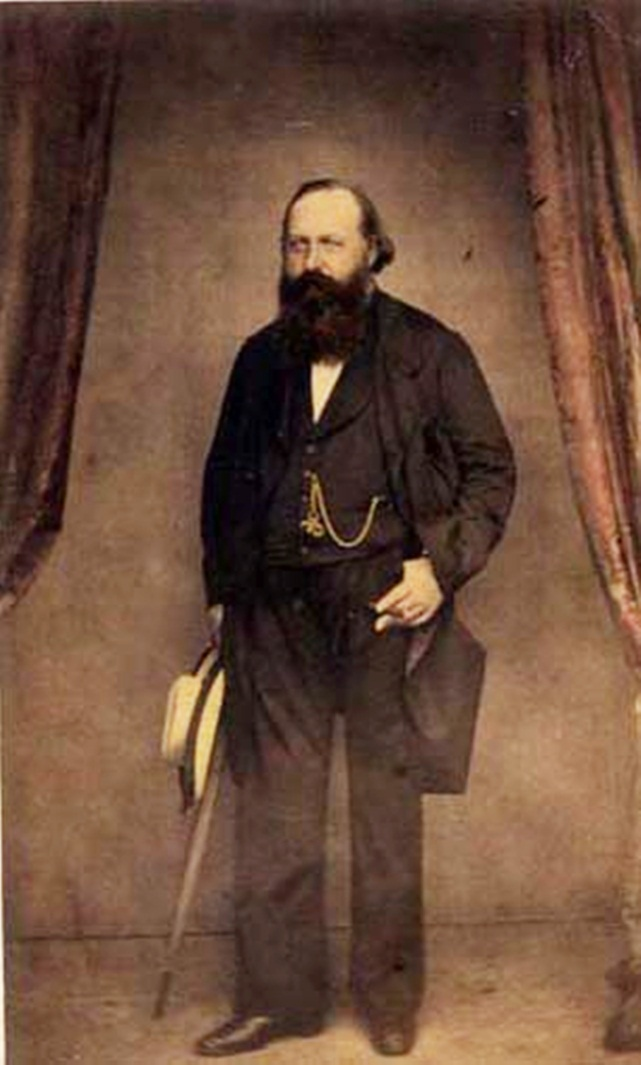
Leopold op het einde van zijn leven

Leopold van Bourbon-Beide Siciliën (Palermo, 22 mei 1813 – Pisa, 4 december 1860) was een prins van het Huis Bourbon-Sicilië dat heerste over de Beide Siciliën. Leopold was graaf van Syracuse en onderkoning van Sicilië (1830-1835). 
Door zijn liberale ideeën en zijn sympathie voor de eenmaking van Italië, de Risorgimento-beweging, ontstemde hij zijn familie.

## Levensloop
Leopold was de derde zoon van koning Frans I der Beide Siciliën, destijds hertog van Calabrië, en koningin Maria Isabella van Bourbon van het Spaanse Huis Bourbon. Leopold werd geboren in Palermo, waar de koninklijke familie toevlucht had gezocht tijdens de Napoleontische bezetting van het koninkrijk Napels. 
In 1820, aan de leeftijd van zeven jaar, verhuisde Leopold naar het Hof in Napels. Zijn grootvader Ferdinand I der Beide Siciliën zat op de troon der Beide Siciliën. Zijn vader Frans I was vervolgens koning van 1825 tot 1830. In 1830 werd Leopolds oudste broer Ferdinand II koning. In deze periode had zijn broer Ferdinand eerder nog liberale ideeën, in weerwil van de politiek van Restauratie die heerste aan Europese vorstenhuizen. 
Ferdinand II benoemde Leopold tot onderkoning van Sicilië in 1830; Leopold bekleedde dit ambt tot 1835. Tijdens zijn onderkoningschap toonde Leopold zich een meer gedreven liberaal dan zijn broer. Dit leidde tot populariteit van Leopold bij de Siciliaanse burgerij. In 1834 maakte Leopold avances om te huwen met Maria van Orléans, een dochter van koning Lodewijk Filips I van Frankrijk. Lodewijk Filips I wenste een voet aan wal te hebben op Sicilië, net zoals hij in België had gedaan met het huwelijk van prinses Louise Marie met koning Leopold I.
Voor prins Metternich, de kanselier van Oostenrijk en tegenstander van liberalisme en andere revolutionairen, was de maat vol. Die liberale onderkoning van Sicilië moest weg. In 1835 keerde Leopold terug naar Napels op bevel van zijn broer Ferdinand II. De relaties tussen hem en zijn broer geraakten verder verstoord omdat Ferdinand II het huwelijk met een Franse prinses niet zag zitten. Ferdinand II legde de lat financieel zo hoog voor een huwelijk, dat Leopold en Maria de huwelijksplannen begroeven.
Leopold trad op 16 juni 1837 in Napels in het huwelijk met prinses Maria Vittoria van Savoye-Carignano, een zus van prins Eugenio Emanuele van Savoye-Villafranca, prins van Carignano. De zaak verzuurde zodanig dat Leopold weigerde nog enig ambt te bekleden in het koninkrijk der Beide Siciliën. Het huwelijk van Leopold en Maria Vittoria verliep verder slecht. Maria Vittoria stoorde zich aan het losbandig leven van haar echtgenoot, zijn nachtelijk werk als beeldhouwer, zijn non-conformisme en zijn openlijk atheïstische uitlatingen. Dit laatste maakte dat de katholieke Maria Vittoria haar man vroeg verliet. Hun enig kind, de baby Isabella van Bourbon-Beide Siciliën, stierf aan de leeftijd van een jaar.
Leopold hield zich bezig met beelden te houwen en met archeologie op Sicilië samen met vrienden.
Tijdens de Siciliaanse revolutie van 1848 toonde Leopold zich een sympathisant van de revolutie. Dit leidde tot een open conflict met zijn broer koning Ferdinand II in Napels. Dit conflict werd bijgelegd in 1857, wanneer Leopold ziek viel en brieven kreeg van Ferdinand II.
Na zijn ziekte knoopte Leopold contacten aan met de ambassadeur van het koninkrijk Piëmont-Sardinië aan het Hof in Napels. Piëmont-Sardinië leidde de beweging van eenmaking van Italië. De Piëmontese minister-president Cavour drong bij Leopold om steun voor de Risorgimento. Leopold schreef brieven naar Ferdinand II waar hij het bloedvergieten aanklaagde waarmee het Bourbonregime, zijn eigen familie dus, zich aan de macht kleefde. Tevens vroeg Leopold zijn broer om amnestie te verlenen aan revolutionaire leiders, iets waar deze niet op inging. Zijn broer stierf in 1859. Leopolds neef, Frans II, werd koning (1859).
In de zomer van 1860 trokken Roodhemden aangevuurd door Garibaldi door Sicilië en Calabrië. Het Koninkrijk der Beide Siciliën met zijn Bourbonregime liep ten einde. In het eengemaakte Italië onder het Huis Savoye was geen plaats voor Leopold van Bourbon-Beide Siciliën noch voor een eventueel onderkoninkrijk Sicilië. Op 31 augustus 1860 sloeg Leopold op de vlucht. Via Genua en Turijn reisde hij door naar Parijs. In Parijs werd Leopold slecht ontvangen, aangezien de publieke opinie sympathie had voor de strijd die koning Frans II nog voerde in de laatste maanden van het Bourbonregime. 
Leopold verliet Parijs en trok naar Pisa waar hij hetzelfde jaar nog stierf, op 8 december 1860. Hij werd begraven in de basiliek Santa Chiara in Napels.

## Kwartierstaat
| Frans I Stefan van Lotharingen (1708–1765)       | Frans I Stefan van Lotharingen (1708–1765)       | Frans I Stefan van Lotharingen (1708–1765)       | Frans I Stefan van Lotharingen (1708–1765)       | Frans I Stefan van Lotharingen (1708–1765)       | Frans I Stefan van Lotharingen (1708–1765)       |                                           |                                           | Maria Theresia van Oostenrijk (1717-1780)       | Maria Theresia van Oostenrijk (1717-1780)       | Maria Theresia van Oostenrijk (1717-1780)       | Maria Theresia van Oostenrijk (1717-1780)       | Maria Theresia van Oostenrijk (1717-1780)       | Maria Theresia van Oostenrijk (1717-1780)       |                                        |                                        | Karel III van Spanje (1716-1788)            | Karel III van Spanje (1716-1788)            | Karel III van Spanje (1716-1788)            | Karel III van Spanje (1716-1788)            | Karel III van Spanje (1716-1788)            | Karel III van Spanje (1716-1788)            |  |  | Maria Amalia van Saksen (1724-1760)            | Maria Amalia van Saksen (1724-1760)            | Maria Amalia van Saksen (1724-1760)            | Maria Amalia van Saksen (1724-1760)            | Maria Amalia van Saksen (1724-1760)            | Maria Amalia van Saksen (1724-1760)            |                                 |                                 | Filips van Parma (1720-1765)                  | Filips van Parma (1720-1765)                  | Filips van Parma (1720-1765)                  | Filips van Parma (1720-1765)                  | Filips van Parma (1720-1765)                  | Filips van Parma (1720-1765)                  |                                    |                                    | Louise Elisabeth van Frankrijk (1727-1759) | Louise Elisabeth van Frankrijk (1727-1759) | Louise Elisabeth van Frankrijk (1727-1759) | Louise Elisabeth van Frankrijk (1727-1759) | Louise Elisabeth van Frankrijk (1727-1759) | Louise Elisabeth van Frankrijk (1727-1759) |  |  |                      |                      |                      |                      |                      |                      |
| Frans I Stefan van Lotharingen (1708–1765)       | Frans I Stefan van Lotharingen (1708–1765)       | Frans I Stefan van Lotharingen (1708–1765)       | Frans I Stefan van Lotharingen (1708–1765)       | Frans I Stefan van Lotharingen (1708–1765)       | Frans I Stefan van Lotharingen (1708–1765)       |                                           |                                           | Maria Theresia van Oostenrijk (1717-1780)       | Maria Theresia van Oostenrijk (1717-1780)       | Maria Theresia van Oostenrijk (1717-1780)       | Maria Theresia van Oostenrijk (1717-1780)       | Maria Theresia van Oostenrijk (1717-1780)       | Maria Theresia van Oostenrijk (1717-1780)       |                                        |                                        | Karel III van Spanje (1716-1788)            | Karel III van Spanje (1716-1788)            | Karel III van Spanje (1716-1788)            | Karel III van Spanje (1716-1788)            | Karel III van Spanje (1716-1788)            | Karel III van Spanje (1716-1788)            |  |  | Maria Amalia van Saksen (1724-1760)            | Maria Amalia van Saksen (1724-1760)            | Maria Amalia van Saksen (1724-1760)            | Maria Amalia van Saksen (1724-1760)            | Maria Amalia van Saksen (1724-1760)            | Maria Amalia van Saksen (1724-1760)            |                                 |                                 | Filips van Parma (1720-1765)                  | Filips van Parma (1720-1765)                  | Filips van Parma (1720-1765)                  | Filips van Parma (1720-1765)                  | Filips van Parma (1720-1765)                  | Filips van Parma (1720-1765)                  |                                    |                                    | Louise Elisabeth van Frankrijk (1727-1759) | Louise Elisabeth van Frankrijk (1727-1759) | Louise Elisabeth van Frankrijk (1727-1759) | Louise Elisabeth van Frankrijk (1727-1759) | Louise Elisabeth van Frankrijk (1727-1759) | Louise Elisabeth van Frankrijk (1727-1759) |  |  |                      |                      |                      |                      |                      |                      |
|                                                  |                                                  |                                                  |                                                  |                                                  |                                                  |                                           |                                           |                                                 |                                                 |                                                 |                                                 |                                                 |                                                 |                                        |                                        |                                             |                                             |                                             |                                             |                                             |                                             |  |  |                                                |                                                |                                                |                                                |                                                |                                                |                                 |                                 |                                               |                                               |                                               |                                               |                                               |                                               |                                    |                                    |                                            |                                            |                                            |                                            |                                            |                                            |  |  |                      |                      |                      |                      |                      |                      |
|                                                  |                                                  |                                                  |                                                  |                                                  |                                                  |                                           |                                           |                                                 |                                                 |                                                 |                                                 |                                                 |                                                 |                                        |                                        |                                             |                                             |                                             |                                             |                                             |                                             |  |  |                                                |                                                |                                                |                                                |                                                |                                                |                                 |                                 |                                               |                                               |                                               |                                               |                                               |                                               |                                    |                                    |                                            |                                            |                                            |                                            |                                            |                                            |  |  |                      |                      |                      |                      |                      |                      |
|                                                  |                                                  |                                                  |                                                  | Maria Carolina van Oostenrijk (1752-1814)        | Maria Carolina van Oostenrijk (1752-1814)        | Maria Carolina van Oostenrijk (1752-1814) | Maria Carolina van Oostenrijk (1752-1814) | Maria Carolina van Oostenrijk (1752-1814)       | Maria Carolina van Oostenrijk (1752-1814)       |                                                 |                                                 |                                                 |                                                 |                                        |                                        | Ferdinand I der Beide Siciliën (1751-1825)  | Ferdinand I der Beide Siciliën (1751-1825)  | Ferdinand I der Beide Siciliën (1751-1825)  | Ferdinand I der Beide Siciliën (1751-1825)  | Ferdinand I der Beide Siciliën (1751-1825)  | Ferdinand I der Beide Siciliën (1751-1825)  |  |  |                                                |                                                | Karel IV van Spanje (1748-1819)                | Karel IV van Spanje (1748-1819)                | Karel IV van Spanje (1748-1819)                | Karel IV van Spanje (1748-1819)                | Karel IV van Spanje (1748-1819) | Karel IV van Spanje (1748-1819) |                                               |                                               |                                               |                                               |                                               |                                               | Maria Louisa van Parma (1751-1819) | Maria Louisa van Parma (1751-1819) | Maria Louisa van Parma (1751-1819)         | Maria Louisa van Parma (1751-1819)         | Maria Louisa van Parma (1751-1819)         | Maria Louisa van Parma (1751-1819)         |                                            |                                            |  |  |                      |                      |                      |                      |                      |                      |
|                                                  |                                                  |                                                  |                                                  | Maria Carolina van Oostenrijk (1752-1814)        | Maria Carolina van Oostenrijk (1752-1814)        | Maria Carolina van Oostenrijk (1752-1814) | Maria Carolina van Oostenrijk (1752-1814) | Maria Carolina van Oostenrijk (1752-1814)       | Maria Carolina van Oostenrijk (1752-1814)       |                                                 |                                                 |                                                 |                                                 |                                        |                                        | Ferdinand I der Beide Siciliën (1751-1825)  | Ferdinand I der Beide Siciliën (1751-1825)  | Ferdinand I der Beide Siciliën (1751-1825)  | Ferdinand I der Beide Siciliën (1751-1825)  | Ferdinand I der Beide Siciliën (1751-1825)  | Ferdinand I der Beide Siciliën (1751-1825)  |  |  |                                                |                                                | Karel IV van Spanje (1748-1819)                | Karel IV van Spanje (1748-1819)                | Karel IV van Spanje (1748-1819)                | Karel IV van Spanje (1748-1819)                | Karel IV van Spanje (1748-1819) | Karel IV van Spanje (1748-1819) |                                               |                                               |                                               |                                               |                                               |                                               | Maria Louisa van Parma (1751-1819) | Maria Louisa van Parma (1751-1819) | Maria Louisa van Parma (1751-1819)         | Maria Louisa van Parma (1751-1819)         | Maria Louisa van Parma (1751-1819)         | Maria Louisa van Parma (1751-1819)         |                                            |                                            |  |  |                      |                      |                      |                      |                      |                      |
|                                                  |                                                  |                                                  |                                                  |                                                  |                                                  |                                           |                                           |                                                 |                                                 | Frans I der Beide Siciliën (1777-1830)          | Frans I der Beide Siciliën (1777-1830)          | Frans I der Beide Siciliën (1777-1830)          | Frans I der Beide Siciliën (1777-1830)          | Frans I der Beide Siciliën (1777-1830) | Frans I der Beide Siciliën (1777-1830) |                                             |                                             |                                             |                                             |                                             |                                             |  |  |                                                |                                                |                                                |                                                |                                                |                                                |                                 |                                 | Maria Isabella van Bourbon (1789-1848)        | Maria Isabella van Bourbon (1789-1848)        | Maria Isabella van Bourbon (1789-1848)        | Maria Isabella van Bourbon (1789-1848)        | Maria Isabella van Bourbon (1789-1848)        | Maria Isabella van Bourbon (1789-1848)        |                                    |                                    |                                            |                                            |                                            |                                            |                                            |                                            |  |  |                      |                      |                      |                      |                      |                      |
|                                                  |                                                  |                                                  |                                                  |                                                  |                                                  |                                           |                                           |                                                 |                                                 | Frans I der Beide Siciliën (1777-1830)          | Frans I der Beide Siciliën (1777-1830)          | Frans I der Beide Siciliën (1777-1830)          | Frans I der Beide Siciliën (1777-1830)          | Frans I der Beide Siciliën (1777-1830) | Frans I der Beide Siciliën (1777-1830) |                                             |                                             |                                             |                                             |                                             |                                             |  |  |                                                |                                                |                                                |                                                |                                                |                                                |                                 |                                 | Maria Isabella van Bourbon (1789-1848)        | Maria Isabella van Bourbon (1789-1848)        | Maria Isabella van Bourbon (1789-1848)        | Maria Isabella van Bourbon (1789-1848)        | Maria Isabella van Bourbon (1789-1848)        | Maria Isabella van Bourbon (1789-1848)        |                                    |                                    |                                            |                                            |                                            |                                            |                                            |                                            |  |  |                      |                      |                      |                      |                      |                      |
|                                                  |                                                  |                                                  |                                                  |                                                  |                                                  |                                           |                                           |                                                 |                                                 |                                                 |                                                 |                                                 |                                                 |                                        |                                        |                                             |                                             |                                             |                                             |                                             |                                             |  |  |                                                |                                                |                                                |                                                |                                                |                                                |                                 |                                 |                                               |                                               |                                               |                                               |                                               |                                               |                                    |                                    |                                            |                                            |                                            |                                            |                                            |                                            |  |  |                      |                      |                      |                      |                      |                      |
|                                                  |                                                  |                                                  |                                                  |                                                  |                                                  |                                           |                                           |                                                 |                                                 |                                                 |                                                 |                                                 |                                                 |                                        |                                        |                                             |                                             |                                             |                                             |                                             |                                             |  |  |                                                |                                                |                                                |                                                |                                                |                                                |                                 |                                 |                                               |                                               |                                               |                                               |                                               |                                               |                                    |                                    |                                            |                                            |                                            |                                            |                                            |                                            |  |  |                      |                      |                      |                      |                      |                      |
| Louise Charlotte van Bourbon-Sicilië (1804-1844) | Louise Charlotte van Bourbon-Sicilië (1804-1844) | Louise Charlotte van Bourbon-Sicilië (1804-1844) | Louise Charlotte van Bourbon-Sicilië (1804-1844) | Louise Charlotte van Bourbon-Sicilië (1804-1844) | Louise Charlotte van Bourbon-Sicilië (1804-1844) |                                           |                                           | Maria Christina van Bourbon-Sicilië (1806-1878) | Maria Christina van Bourbon-Sicilië (1806-1878) | Maria Christina van Bourbon-Sicilië (1806-1878) | Maria Christina van Bourbon-Sicilië (1806-1878) | Maria Christina van Bourbon-Sicilië (1806-1878) | Maria Christina van Bourbon-Sicilië (1806-1878) |                                        |                                        | Ferdinand II der Beide Siciliën (1810-1859) | Ferdinand II der Beide Siciliën (1810-1859) | Ferdinand II der Beide Siciliën (1810-1859) | Ferdinand II der Beide Siciliën (1810-1859) | Ferdinand II der Beide Siciliën (1810-1859) | Ferdinand II der Beide Siciliën (1810-1859) |  |  | Leopold van Bourbon-Beide Siciliën (1814-1860) | Leopold van Bourbon-Beide Siciliën (1814-1860) | Leopold van Bourbon-Beide Siciliën (1814-1860) | Leopold van Bourbon-Beide Siciliën (1814-1860) | Leopold van Bourbon-Beide Siciliën (1814-1860) | Leopold van Bourbon-Beide Siciliën (1814-1860) |                                 |                                 | Maria Antonia van Bourbon-Sicilië (1814-1898) | Maria Antonia van Bourbon-Sicilië (1814-1898) | Maria Antonia van Bourbon-Sicilië (1814-1898) | Maria Antonia van Bourbon-Sicilië (1814-1898) | Maria Antonia van Bourbon-Sicilië (1814-1898) | Maria Antonia van Bourbon-Sicilië (1814-1898) |                                    |                                    | Theresia van Bourbon-Sicilië (1822-1889)   | Theresia van Bourbon-Sicilië (1822-1889)   | Theresia van Bourbon-Sicilië (1822-1889)   | Theresia van Bourbon-Sicilië (1822-1889)   | Theresia van Bourbon-Sicilië (1822-1889)   | Theresia van Bourbon-Sicilië (1822-1889)   |  |  | 4 broers en 2 zussen | 4 broers en 2 zussen | 4 broers en 2 zussen | 4 broers en 2 zussen | 4 broers en 2 zussen | 4 broers en 2 zussen |